# 阿尔特斯
阿尔特斯，是西班牙加泰罗尼亚巴塞罗那省的一个市镇。总面积18平方公里，总人口4520人（2001年），人口密度251人/平方公里。